# Hintere Michlbachspitze
Hintere Michlbachspitze är en bergstopp i Österrike.   Den ligger i distriktet Lienz och förbundslandet Tyrolen, i den centrala delen av landet, 300 km väster om huvudstaden Wien. Toppen på Hintere Michlbachspitze är 2 696 meter över havet.
Terrängen runt Hintere Michlbachspitze är huvudsakligen bergig, men den allra närmaste omgivningen är kuperad. Runt Hintere Michlbachspitze är det ganska glesbefolkat, med 26 invånare per kvadratkilometer.. Närmaste större samhälle är Matrei in Osttirol, 10,5 km sydost om Hintere Michlbachspitze. 
Trakten runt Hintere Michlbachspitze består i huvudsak av gräsmarker.